# Silvia Pinal
Silvia Verónica Pinal Hidalgo, mais conhecida como Silvia Pinal (Guaymas, Sonora, 12 de setembro de 1931 – Cidade do México, 28 de novembro de 2024) foi uma atriz de cinema, teatro, televisão, empresária, política e produtora mexicana; é considerada uma das figuras femininas mais icônicas da Época de Ouro do cinema mexicano. Considerada a última diva do Cinema Mexicano.
Foi senadora e deputada pelo partido mexicano PRI. Seus pais foram Luis G. Pinal Blanco e María Luisa Hidalgo Aguilar.

## Biografia
Silvia sempre teve sua atenção voltada para as artes, graças às suas habilidades naturais e sua beleza, fez incursões no mundo do cinema ainda jovem. O rádio e o teatro alevaram rumo a televisão, e o primeiro de seus quatro casamentos.
Seu primeiro filme veio quando ela tinha 17 anos, graças a um pequeno papel no em "Bamba" de 1948, atuando com o pioneiro Miguel Contreras Torres; nesta produção conheceu e se casou com o ator Rafael Banquells, com quem ela teve sua primeira filha, a atriz Sylvia Pasquel.
Juntamente com Marga López, Pedro Infante, Silvia Derbez e outros atores, se desenvolveu tanto em comédias rancheras quanto em melodrama urbanos, interpretando a loira em "Peligrosas" o a morena com tranças.

Foi uma digna companheira de cena de Cantinflas em "Puerta, joven" de 1949 e de Tin Tan em "El rey del barrio" de 1949 antes de ganhar um prêmio Ariel por co-atuação em "Un rincón cerca del cielo" de 1952. Em "Un extraño en la escalera" de 1954, contracenou ao lado de Arturo de Córdova, assim se converteu na estrela favorita do público dos anos 50. Quase ao terminar a década, recebeu mais dois prêmios Ariel por suas atuaçõess estrelares em "Locura pasional" de 1955 e "La dulce enemiga" em 1956.
Se a Academia Mexicana de Artes e Ciências não tinha desistido da sua concessão por 14 anos, provavelmente teria se tornado a atriz mais premiada no Ariel Awards na história.
Um de seus melhores desempenhos vieram no início dos anos 60, quando seu marido segundo o produtor Gustavo Alatriste que lhe deu sua filha a atriz Viridiana Alatriste um dos melhores presentes que poderia receber: ser dirigida por Luis Buñuel.
Os anos sessenta foram a década da comédia sofisticada, música, programas de televisão.
Seus indiscutiveis dotes para a comédia fina puderam ser apreciados no episódio "Divertimento" de Juego peligroso em 1966 de Luis Alcoriza, no episódio "La insaciable" de" El cuerpazo del delito" em 1968 e "La hermana trinquete" de 1969.
No final dos anos 70 ela decidiu afastar-se dos filme e se concentrar em teatro musical e de televisão em 1977, tentou novamente fazer filmes, mas percebeu que não é o mesmo que no  passado e por isso decidiu filmar no cinema espanhol e alguns no cinema argentino.
Mais tarde, ela começa a gravar alguns programas de televisão e apareceu em várias telenovelas mexicanas, como "Los Caudillos", e durante dez anos, decidiu afastar-se da televisão.
Em 1985, decide se aventurar na área de produção e obras musicais encenadas outra vez, assim que abre a ópera e Diego Rivera,  Silvia inicia gravações da série inicia Mujer, casos de la vida real, o programa de drama que durou mais de duas décadas no ar, devido ao seu sucesso no México, América Latina e nos Estados Unidos, sendo trasmitida pela rede Univision.
Seu retorno esperado para a tela foi no início dos anos 90, quando ela estrelou "Ya no los hacen como antes" de 1992 Raúl Araiza. No entanto, esta experiência não foi suficiente para convencê-la a dar continuidade à sua carreira cinematográfica longa e meritória. Dedicada à produção teatral e de televisão, preferindo caminhar caminhos novos, incluindo a política.

### Carreira política
Na arena política, além de ser diretora do DIF de Tlaxcala estando em pleno processo de divórcio com Tulio Hernandez, foi congressista e mais tarde senadora e deputada, pelo Partido Revolucionário Institucional, também por um momento serviu como secretária-geral da Associação Nacional Intérprete.
Em 2000, ela estava envolvida em um problema de natureza econômica, aparentemente por não pagar impostos sobre a transmissão de seu programa, algo que a obrigou a ficar  fora do país e viver no exílio por um tempo nos Estados Unidos.

### Retorno a televisão
Ela retorna as telenovela no ano de 1998 atuando em El privilegio de amar uma das melhores telenovelas da década, produzida por Carla Estrada que ganhou quase todos os prêmios TVyNovelas, inclusive como a melhor telenovela daquele ano.
Em 2000, ela faz uma participação especial na telenovela infantil, Carita de Ángel, interpretando a madre superiora, sendo convocada devido a morte de Libertad Lamarque, intérprete original da personagem, e um ano depois atua em Aventuras en el tiempo, outra telenovela infantil.
No ano de 2004, ela é convidada para participa da telenovela Amarte es mi pecado do produtor Ernesto Alonso. Depois de mais quatro anos longe da atuação, em 2008 novamente Silvia é convidada para realizar uma atuação especial na exitosa telenovela Fuego en la Sangre da produta Carla Estrada. Em 2010 atuou no novela Soy tu dueña ao lado de Lucero, Fernando Colunga, Gabriela Spanic e Eric del Castillo.
Em 2017, depois de 6 anos longe das telenovelas, volta em Mi marido tiene familia ao lado de Zuria Vega, Daniel Arenas e Diana Bracho.
Em 2019 Silvia ganhou uma série biográfica de sua vida, produzida por Carla Estrada e protagonizada por Itati Cantoral, e Silvia Pinal mesmo narrando sua história.

## Vida pessoal

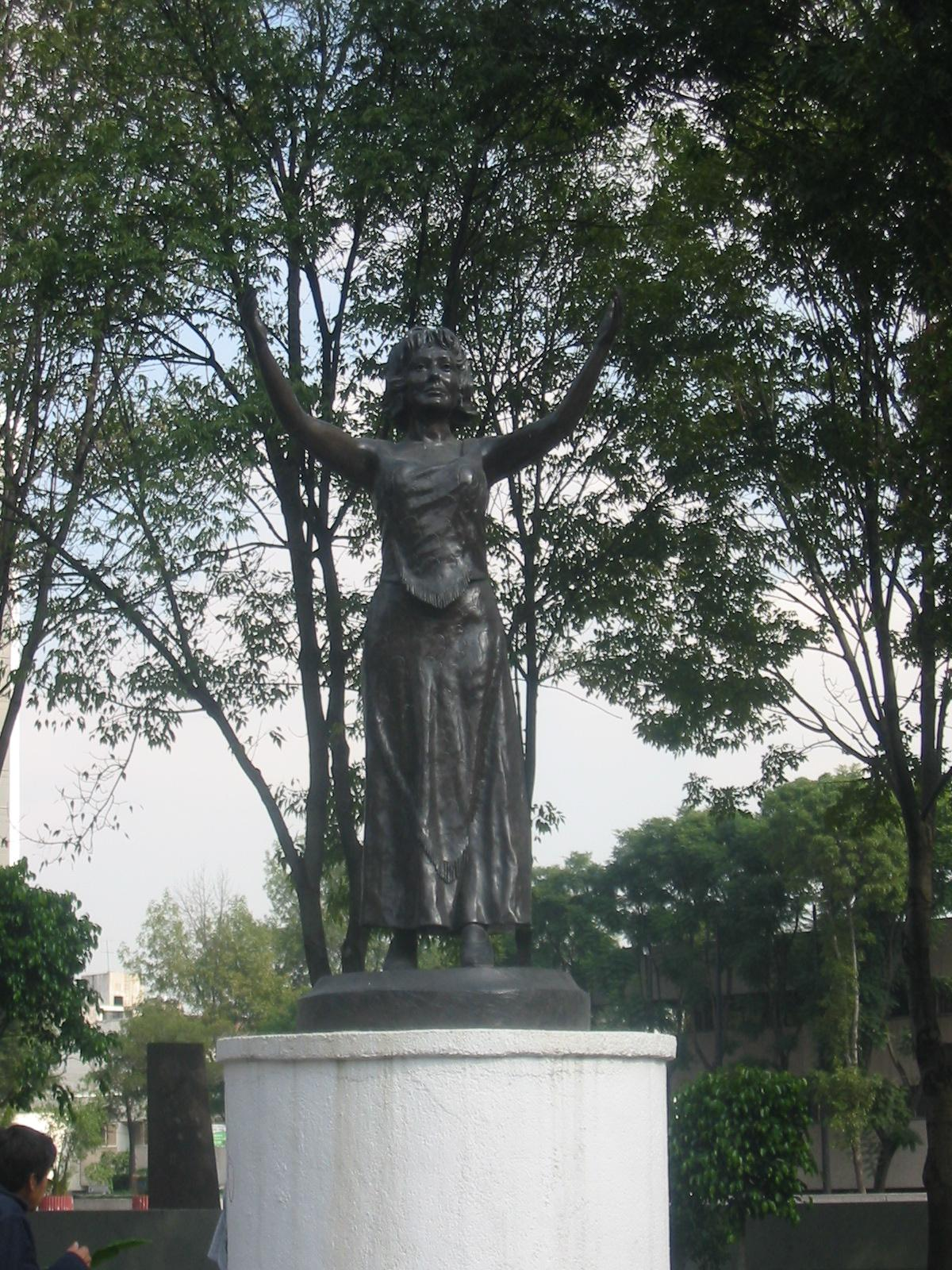
Estátua erguida em 2002 homenagem à Silvia Pinal. A obra foi esculpida Oscar Ponzanelli, e pode ser visitada no Jardin de Los Grandes Valores.

Em 1948, durante a produção do filme "Bamba", conheceu e se casou com o ator Rafael Banquells, com quem ela teve sua primeira filha, a atriz Sylvia Pasquel.
No início dos anos 1960, casou-se 
com o produtor Gustavo Alatriste que lhe deu sua segunda filha, a atriz Viridiana Alatriste.
No anos setenta, teve seu terceiro casamento, agora com o cantor e ator da moda na época, Enrique Guzmán, 12 anos mais jovem, com quem teve dois filhos, Luis Enrique Gusmán e a atriz e cantora Alejandra Guzmán.
Em 1982, casa-se pela quarta vez com Tulio Hernandez, recém-divorciado governador do estado de Tlaxcala, ele se mudou com seus filhos mais jovens. Em 25 de outubro do mesmo ano de sua filha Viridiana morre em um acidente de carro, com apenas 19 anos.

## Filmografia

### Televisão
| Ano      | Título                               | Personagem                        | Notas                                    |
| -------- | ------------------------------------ | --------------------------------- | ---------------------------------------- |
| 1952     | Con los brazos abiertos              | Apresentadora                     |                                          |
| 1958     | Teatro Bon Soir                      | Vários personagens                |                                          |
| 1958     | Fiesta musical Ford                  | Apresentadora/ vários personagens |                                          |
| 1968     | Los Caudillos                        | Jimena Lapuente                   |                                          |
| 1973     | ¿Quien?                              | Mirna/Sônia                       |                                          |
| 1973     | Silvia y Enrique                     | Apresentadora                     |                                          |
| 1979     | La revista increible de Silvia Pinal | Apresentadora                     |                                          |
| 1980     | Y ahora, que?                        | Apresentadora                     |                                          |
| 1981     | Cachún cachún ra ra!                 | Mãe de Viri                       |                                          |
| 1983     | Mañana es primavera                  | Amanda Serrano                    |                                          |
| 1984     | Eclipse                              | Magda                             |                                          |
| 1985     | ¿Qué nos pasa?                       | Mulher irritada                   | Episódio: "Trabajo / Dinero"             |
| 1985- 07 | Mujer, casos de la vida real         | Apresentadora                     |                                          |
| 1995     | Lazos de amor                        |                                   |                                          |
| 1998     | El privilegio de amar                | Silvia                            |                                          |
| 1999     | Derbez en cuando                     | Convidada confundida              | Episódio: "Mujer cosas de la villa real" |
| 2000     | Carita de ángel                      | Reverenda Lucía                   |                                          |
| 2001     | Aventuras en el tiempo               | Silvia                            |                                          |
| 2002     | La hora pico                         | Vários personagens                | Episódio: "Invitada Silvia Pinal"        |
| 2007     | Una familia de diez                  | Dona Silvia                       | Episódio: "La nueva dueña"               |
| 2007     | Amor sin Maquillaje                  | Ela mesma                         |                                          |
| 2008     | Fuego en la Sangre                   | Santa                             |                                          |
| 2009     | Mujeres Asesinas                     | Inés Someyera                     | Episódio: "Rosa Heredera"                |
| 2010     | Soy tu dueña                         | Isabel Villalba de Dorantes       |                                          |
| 2011     | Una familia con suerte               | Ela mesma                         |                                          |
| 2017     | Mi marido tiene familia              | Imelda Sierra Vda. de Córcega     | Temporada 1                              |
| 2018     | Mi marido tiene más familia          | Imelda Sierra Vda. de Córcega     | Temporada 2                              |
| 2019     | Silvia, frente a ti                  | Ela mesma (narradora)             |                                          |
| 2019     | Una familia de diez                  | Dona Silvia                       | Episódio: "La cereza del pastel"         |
| 2019     | Juntos, el corazón nunca se equivoca | Imelda Sierra Vda. de Córcega     |                                          |

### Filmes
- Ya no los hacen como antes (2003) .... Genoveva Reyer
- Puppy-Go-Round (1996)
- Modelo antiguo (1992) .... Carmen Rivadeneir
- Pubis Angelical (1982) .... Beatriz
- Dos y dos, cinco (1981) .... Julia
- Carlota: Amor es... veneno (1981) .... Carlota Cavendish
- El canto de la cigarra (1980) .... Elisa
- El niño de su mamá (1980) .... Tina
- Las mariposas disecadas (1978)
- Divinas palabras (1977) .... Mari Gaila
- Los cacos (1972)
- ¡Cómo hay gente sinvergüenza! (1972)
- La Güera Xóchitl (1971) .... Xóchitl Torres
- Secreto de confesión (1971)
- Bang bang… al hoyo (1971) .... Doliente
- Caín, Abel y el otro (1971)
- Los novios (1971) .... Irene
- La mujer de oro (1970) .... Silvia Torres
- La hermana Trinquete (1970)
- El cuerpazo del delito (1970) .... Magda Bustamante / Enriqueta (segmento "La insaciable")
- El amor de María Isabel (1970) .... María Isabel Sánchez
- El despertar del lobo (1970) .... Kim Jones
- Shark! (1969) .... Anna
- 24 horas de placer (1969) .... Catalina
- María Isabel (1968) .... María Isabel Sánchez
- La Bataille de San Sebastian (1968) .... Felicia
- La soldadera (1967) .... Lázara
- Juego peligroso (1967) .... Lena Anderson (segmento "Divertimento")
- Estrategia matrimonial (1967)
- Los cuervos están de luto (1965)
- Simón del desierto (1965)
- Buenas noches, año nuevo (1964)
- O Anjo Exterminador (1962) .... Leticia 'La Valkiria'
- Adiós, Mimí Pompón (1961)
- Viridiana (1961) .... Viridiana
- Maribel y la extraña familia (1960)
- Charlestón (1959)
- Las locuras de Bárbara (1959)
- Uomini e nobiluomini (1959) .... Giovanna
- El hombre que me gusta (1958) .... Marta
- Una golfa (1958)
- Una cita de amor (1958)
- Préstame tu cuerpo (1958) .... Leonor Rivas Conde / Regina Salsamendi
- ¡Viva el amor! (1958) .... Veronica de la Maza
- Desnúdate, Lucrecia (1958)
- Mi desconocida esposa (1958)
- Dios no lo quiera (1957) .... Felisa
- Cabo de hornos (1957)
- La dulce enemiga (1957) .... Lucrecia
- Teatro del crimen (1957)
- La adúltera (1956) .... Irene
- El inocente (1956) .... Mané
- Locura pasional (1956) .... Mabel Mendoza
- La vida tiene tres días (1955) .... María Andrade
- Amor en cuatro tiempos (1955) .... Silvia
- La sospechosa (1955) .... Regina de Alba
- Historia de un abrigo de mink (1955) .... Margot
- Pecado mortal (1955) .... Soledad Hernández
- Un extraño en la escalera (1955)
- Vendedor de muñecas (1955)
- Si volvieras a mi (1954) .... Lidia Kane
- El casto Susano (1954) .... Mimí
- Hijas casaderas (1954) .... Magdalena
- Reventa de esclavas (1954) .... Alicia Sandoval / Isis de Alejandría
- Las cariñosas (1953) .... Carmen Santibañes
- Yo soy muy macho (1953) .... María Aguirre
- Mis tres viudas alegres (1953) .... Silvia
- Doña Mariquita de mi corazón (1953) .... Paz Alegre
- Sí… mi vida (1953)
- Me traes de un ala (1953) .... Rosita Alba Vírez
- Cuando los hijos pecan (1952) .... Tencha
- Ahora soy rico (1952) .... Sonia Iliana
- Un rincón cerca del cielo (1952) .... Sonia Iliana
- Por ellas aunque mal paguen (1952)
- Mujer de medianoche (1952)
- La estatua de carne (1951) .... Marta
- Recién casados… no molestar (1951) .... Gaby
- Una gallega baila mambo (1951) .... Carmina
- El amor no es negocio (1950) .... Malena
- El amor no es ciego (1950)
- Azahares para tu boda (1950) .... Tota
- La marca del zorrillo (1950)
- El portero (1950)
- El rey del barrio (1950)
- La mujer que yo perdí (1949) .... Laura
- Escuela para casadas (1949) .... Teresa Moreno
- Bamba (1949)
- El pecado de Laura (1949) .... Juanita

## Teatro
- Adorables Enemigas (2008)
- Debiera haber obispas (2005)
- Gypsy musical (1993)
- Que tal, Dolly! musical, (1996)
- Mame musical

## Prêmios e Indicações
| Ano  | Festival                                                     | Categoria                                    | Nomeações                                    | Resultado |
| ---- | ------------------------------------------------------------ | -------------------------------------------- | -------------------------------------------- | --------- |
| 1953 | Prêmio Ariel do Cinema Mexicano                              | Melhor Co-atuação Feminina                   | Un rincón cerca del cielo                    | Venceu    |
| 1956 | Prêmio Ariel do Cinema Mexicano                              | Melhor Atriz                                 | Un extraño en la escalera                    | Indicada  |
| 1957 | Prêmio Ariel do Cinema Mexicano                              | Melhor Atriz                                 | Locura pasional                              | Venceu    |
| 1958 | Prêmio Ariel do Cinema Mexicano                              | Melhor Atriz                                 | La dulce enemiga                             | Venceu    |
| 1965 | Prêmio Diosas de Plata                                       | Prêmio Especial por Trabalho Estrangeiro     | Homenagem                                    | Venceu    |
| 1966 | Prêmio Diosas de Plata                                       | Melhor Atriz                                 | Los cuervos están de luto                    | Venceu    |
| 1978 | Prêmio Diosas de Plata                                       | Melhor Atriz                                 | Divinas palabras                             | Venceu    |
| 1983 | Prêmio TVyNovelas                                            | Melhor Atriz                                 | Mañana es primavera                          | Venceu    |
| 1983 | Prêmio TVyNovelas                                            | Melhor Telenovela (como produtora)           | Mañana es primavera                          | Indicada  |
| 2001 | Prêmio TVyNovelas                                            | Melhor Programa Dramático                    | Mujer, casos de la vida real                 | Venceu    |
| 2002 | Prêmio TVyNovelas                                            | Melhor Programa Dramático                    | Mujer, casos de la vida real                 | Venceu    |
| 2006 | Prêmio TVyNovelas                                            | Melhor Programa ou Série                     | Mujer, casos de la vida real                 | Indicada  |
| 2008 | Prêmio Ariel do Cinema Mexicano                              | Prêmio especial por sua trajetória no cinema | Prêmio especial por sua trajetória no cinema | Venceu    |
| 2008 | Prêmios de la Agrupación de Críticos y Periodistas de Teatro | Melhor Atriz em Comédia                      | Adorables enemigas                           | Venceu    |
| 2009 | GLAAD Media Awards                                           | Melhor Episódio Individual                   | Mujer, casos de la vida real                 | Venceu    |
| 2009 | Prêmio Diosas de Plata                                       | Prêmio Especial por sua Trajetória           | Prêmio Especial por sua Trajetória           | Venceu    |
| 2011 | Prêmio TVyNovelas                                            | Melhor Primeira Atriz                        | Soy tu dueña                                 | Indicada  |
| 2012 | Prêmio TVyNovelas                                            | Uma Vida de Telenovela                       | Uma Vida de Telenovela                       | Venceu    |
| 2018 | Prêmio TVyNovelas                                            | Melhor Primeira Atriz                        | Mi marido tiene familia                      | Venceu    |
| 2018 | Prêmio TV Adicto Golden Awards                               | Melhor Primeira Atriz                        | Mi marido tiene familia                      | Venceu    |
| 2018 | Prêmios Bravo                                                | Melhor Primeira Atriz                        | Mi marido tiene familia                      | Venceu    |
| 2019 | Prêmio TVyNovelas                                            | Melhor Primeira Atriz                        | Mi marido tiene más familia                  | Indicada  |
| 2019 | Prêmio TV Adicto Golden Awards                               | Melhor Atuação Especial Feminina             | Silvia, frente a ti                          | Venceu    |